# Silvibacterium dinghuense
Silvibacterium dinghuense es una bacteria gramnegativa del género Silvibacterium. Fue descrita en el año 2022. Su etimología hace referencia al monte Dinghu, en China. Anteriormente conocida como Acidipila dinghuensis, descrita inicialmente en el 2016. Es gramnegativa, aerobia e inmóvil. Tiene un tamaño de 0,6-1,1 μm de ancho por 1-1,4 μm de largo. Forma colonias lisas, convexas, traslúcidas, mucosas, circulares y de color entre blanco y beige en agar GYS. Temperatura de crecimiento entre 1-37 °C, óptima de 28-37 °C. Tiene un contenido de G+C de 56,3%. Se ha aislado del suelo en la reserva de Dinghushan, en la provincia de Guangdong, China. 